# Anna Caterina de Nassau-Ottweiler
Anna Caterina de Nassau-Ottweiler va néixer a Ottweiler (Alemanya) el 31 de gener de 1653 i va morir a la mateixa ciutat el 15 de febrer de 1731. Era una noble alemanya filla de Joan Lluís de Nassau-Ottweiler (1625-1690) i de Dorotea Caterina de Birkenfeld-Bischweiler (1634-1715).

## Matrimoni i fills
L'11 de novembre de 1671 es va casar a Ottweiler amb Joan Felip II de Salm-Dhaun (1645-1933), fill de Joan Lluís de Salm-Dhaun (1620-1673) i d'Elisabet de Salm-Neufviller (1620-1653).D'aquest matrimoni en nasqueren:
- Lluís Felip (1672-1686)
- Sofia Dorotea (1674-1686)
- Carles (1675-1733), casat amb Lluïsa de Nassau-Ottweiler (1686-1773).
- Felip Magnus (1679-1709)
- Christià (1680-1748)
- Walrad (1686-1730)
- Lluïsa Caterina (1687-1732)